# Fryderyk za produkcję muzyczną roku
Fryderyk za produkcję muzyczną roku – polska nagroda muzyczna Fryderyk, przyznawana corocznie w latach 2003–2012 w sekcji muzyki rozrywkowej w kategorii produkcja muzyczna roku. Honorowała wykonawców, producentów muzycznych i realizatorów dźwięku (w pierwszym roku tylko wykonawców) za produkcję muzyczną albumu lub utworu. Fryderyki są przyznawane od 1995 przez Związek Producentów Audio-Video (ZPAV) za osiągnięcia w rodzimym przemyśle muzycznym. Od 2000 za wyłanianie nominowanych, a następnie laureatów odpowiedzialna jest powołana przez ZPAV Akademia Fonograficzna.
Kategoria została wprowadzona podczas dziewiątej edycji, Fryderyków 2002, zastępując istniejące wcześniej kategorie producent muzyczny roku i relizator dźwięku roku (które honorowały za całokształt osiągnięć w danym roku, a nie za konkretny album lub utwór). W edycji 2013 została wycofana w związku ze zmniejszeniem liczby kategorii, a producenci zaczęli być nominowani i nagradzani w kategoriach albumowych.
Najwięcej nominacji w kategorii (7) otrzymała Katarzyna Nosowska. Po 2 nagrody zdobyli Andrzej Smolik, Hey i Paweł Krawczyk.

## Laureaci i nominowani
| Rok  | Nagrodzony album                | Nagrodzeni wykonawcy         | Nagrodzeni producenci i realizatorzy                                                     | Pozostałe nominacje | Źr.    |
| ---- | ------------------------------- | ---------------------------- | ---------------------------------------------------------------------------------------- | --- | ------ |

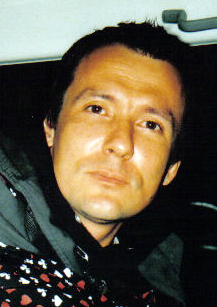
Andrzej Smolik, dwukrotny laureat (jako wykonawca, producent i realizator w 2006, jako producent i realizator w 2009), trzykrotnie nominowany

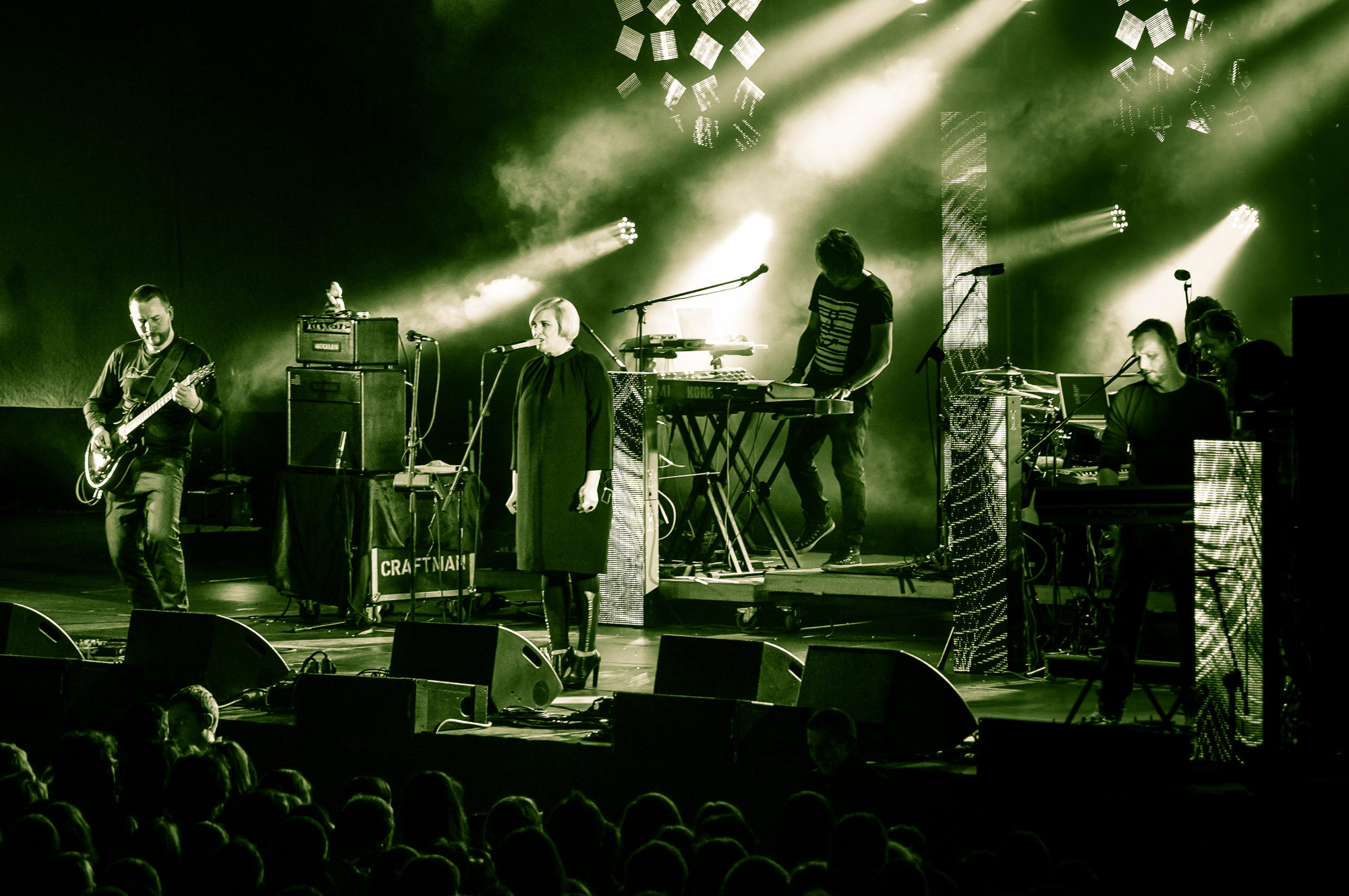
Hey, dwukrotni laureaci jako wykonawcy (w 2008 i 2010)

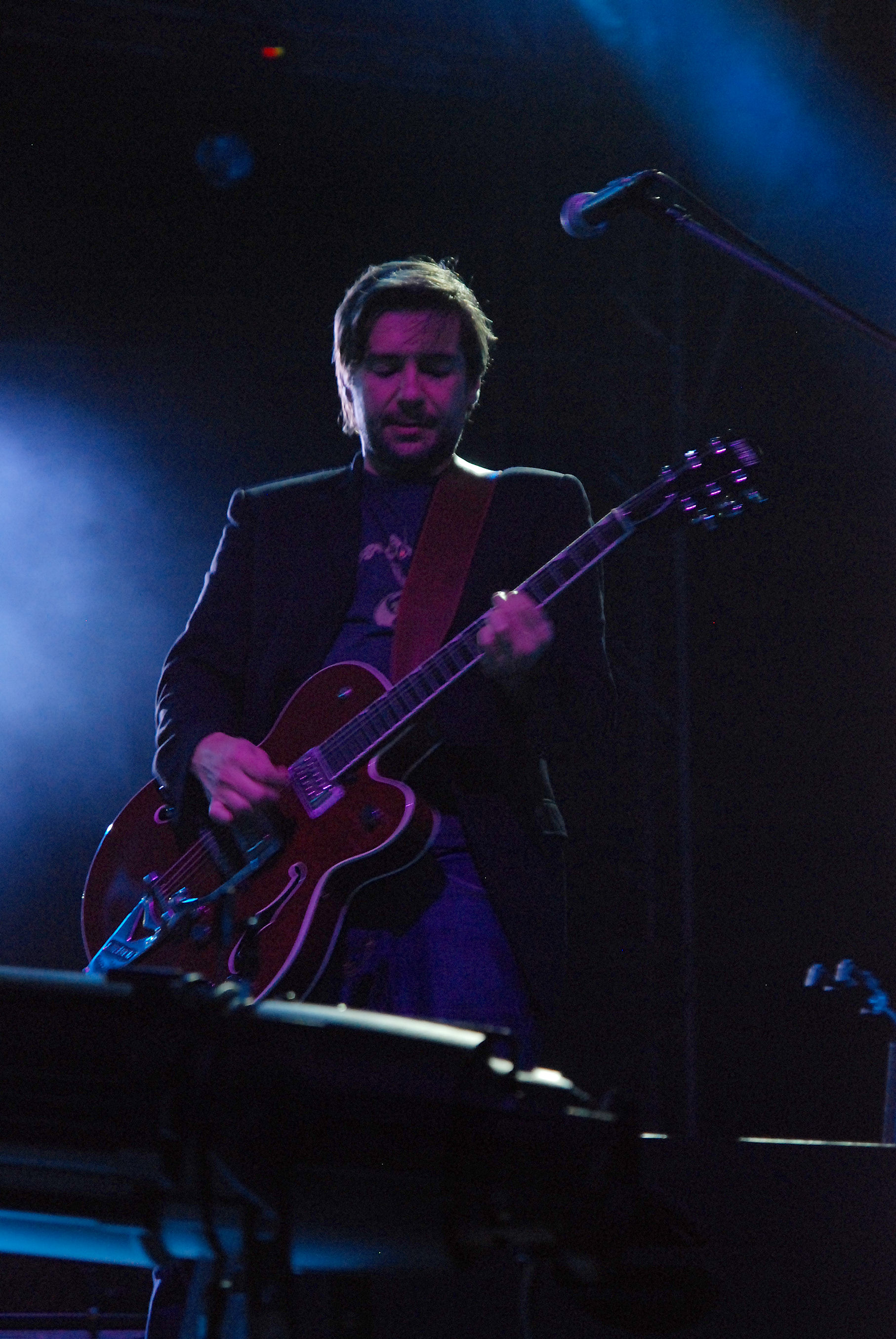
Paweł Krawczyk, dwukrotny laureat (z Hey w 2008, z Hey i jako producent w 2010)

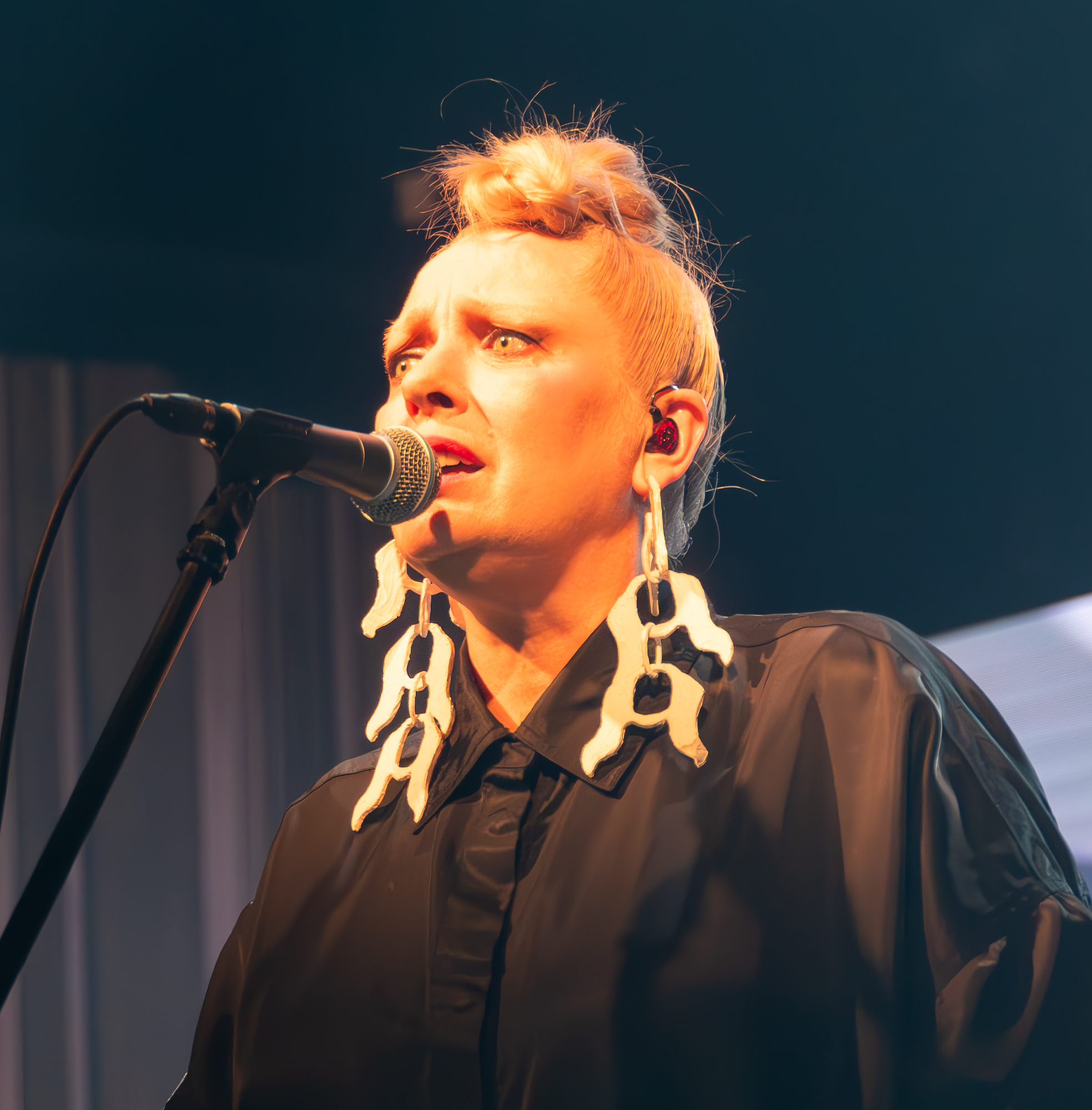
Katarzyna Nosowska, dwukrotna laureatka z Hey (w 2008 i 2010), rekordowo siedmiokrotnie nominowana (jako wykonawca solowy i z Hey)

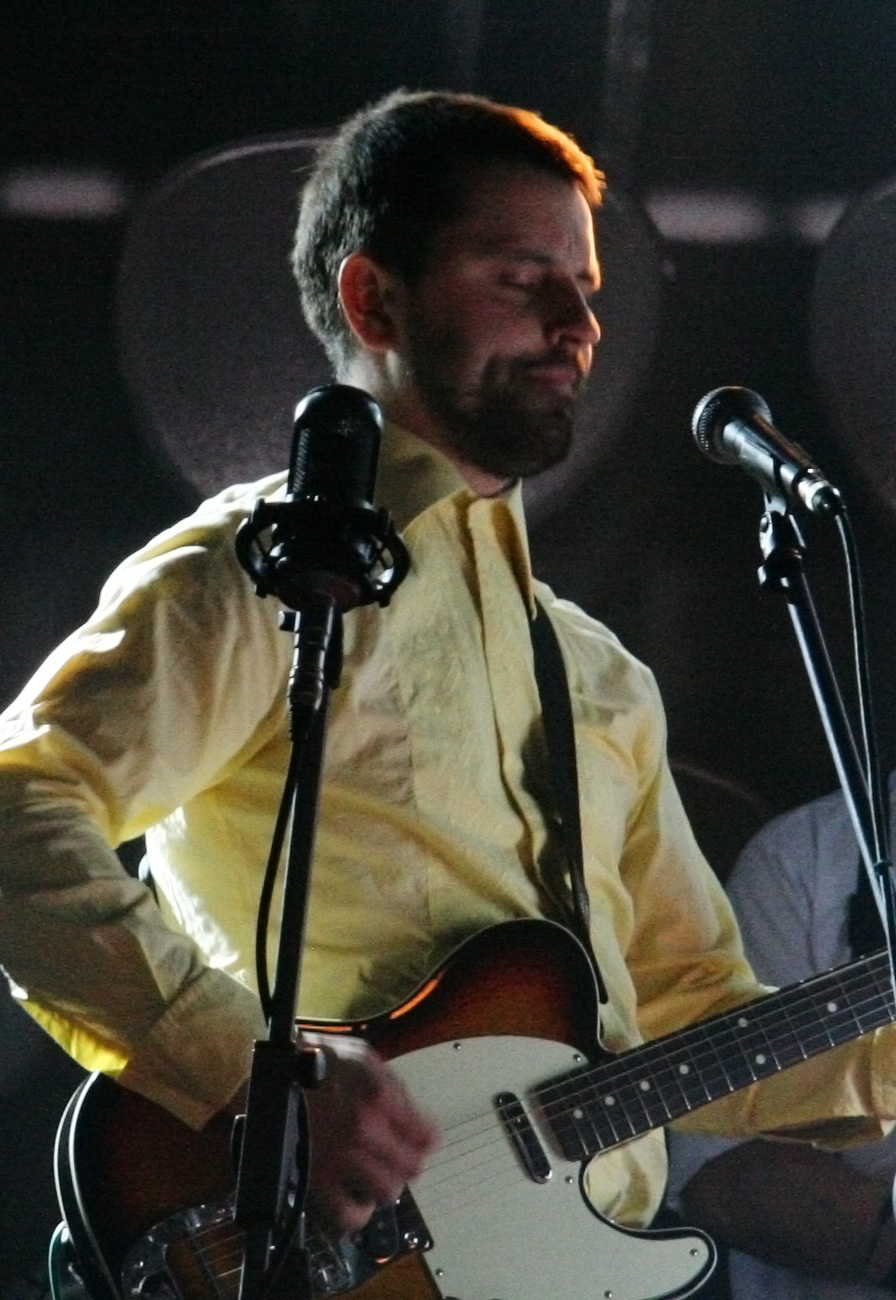
Marcin Macuk, laureat w 2008 (jako producent), pięciokrotnie nominowany (jako producent i z Pogodno)

| 2002 | Upojenie                        | Anna Maria Jopek Pat Metheny | —                                                                                        | - 4 – Wilki - Antidotum – Kasia Kowalska - …Bo marzę i śnię – Krzysztof Krawczyk - Lepszy model – Kasia Klich | [ 3 ]  |
| 2003 | Trudno nie wierzyć w nic        | Raz, Dwa, Trzy               | Marcin Pospieszalski Rafał Paczkowski                                                    | - „Kiedyś cię znajdę” – Reni Jusis - produkcja i realizacja: Reni Jusis i Michał Przytuła - Księga urodzaju – Marcin Rozynek - produkcja i realizacja: Leszek Biolik, Marcin Gajko i Leszek Kamiński - „Muka!” – Hey - produkcja i realizacja: Paweł Krawczyk i Leszek Kamiński - „Testosteron” – Kayah - produkcja i realizacja: Krzysztof Pszona, Kayah i Leszek Kamiński | [ 4 ]  |
| 2004 | „Sutra”                         | Sistars                      | Bartek Królik (produkcja) Marek Piotrowski (produkcja i realizacja)                      | - „Otwieram wino” – Sidney Polak - produkcja i realizacja: Sidney Polak - realizacja: Kajetan Aroń, Adam Toczko i Szymon Sieńko - Pielgrzymka psów – Pogodno - produkcja: Pogodno - realizacja: Adam Toczko - Samotna w wielkim mieście – Kasia Kowalska - produkcja: Michał Grymuza - realizacja: Wojciech Olszak - To, co w życiu ważne – Krzysztof Krawczyk - produkcja i realizacja: Tomasz Bonarowski - asystent realizatora: Wojciech Głodek - „Trudno tak” – Krzysztof Krawczyk i Edyta Bartosiewicz - produkcja: Edyta Bartosiewicz i Tomasz Bonarowski - produkcja i realizacja: Bogdan Kondracki - Winna – Chylińska - produkcja: Zbigniew Kraszewski - produkcja i realizacja: Marcin Gajko | [ 5 ]  |
| 2005 | Miasto mania                    | Maria Peszek                 | Wojciech Waglewski (produkcja) Piotr Waglewski (produkcja) Piotr Chancewicz (realizacja) | - „Kiebyś ty” – Zakopower - produkcja: Mateusz Pospieszalski - realizacja: Piotr Rychlec - „Inspirations” – Sistars - produkcja: Bartek Królik - produkcja i realizacja: Marek Piotrowski - „Moje miasto” – Maria Peszek - produkcja: Wojciech Waglewski - realizacja: Piotr Chancewicz - „My Music” – Sistars - produkcja: Bartek Królik i Marek Piotrowski | [ 6 ]  |
| 2006 | „CYE”                           | Smolik                       | Andrzej Smolik (produkcja i realizacja)                                                  | - „Can’t Cook (Who Cares?)” – The Car Is on Fire - produkcja: Leszek Biolik - realizacja: Marcin Gajko - Kilka historii na ten sam temat – Ania - produkcja i realizacja: Ania Dąbrowska i Bogdan Kondracki - „Na kolana” – Kasia Cerekwicka - produkcja i realizacja: Piotr Siejka - realizacja: Krzysztof Pszona i Winicjusz Chróst - „Nie mam czasu na seks” – Maria Peszek - produkcja: Wojciech Waglewski - realizacja: Piotr Chancewicz - „Trudno mi się przyznać” – Ania - produkcja i realizacja: Ania Dąbrowska i Bogdan Kondracki | [ 7 ]  |
| 2008 | MTV Unplugged                   | Hey                          | Marcin Macuk (produkcja) Leszek Kamiński (realizacja) Wojtek Łopaciuk (realizacja)       | - „Era retuszera” – Nosowska - produkcja: Marcin Macuk - realizacja: Marcin Bors - ID – Anna Maria Jopek - produkcja: Anna Maria Jopek i Marcin Kydryński - realizacja: Ben Findlay - UniSexBlues – Nosowska - produkcja: Marcin Macuk - realizacja: Marcin Bors - Sexi Flexi – Natalia Kukulska - produkcja: Bartek Królik - produkcja i realizacja: Marek Piotrowski | [ 8 ]  |
| 2009 | Maria Awaria                    | Maria Peszek                 | Andrzej Smolik (produkcja i realizacja)                                                  | - Hipertrofia – Coma - produkcja: Coma - realizacja: Tomasz Zalewski - W spodniach czy w sukience? – Ania Dąbrowska - produkcja: Ania Dąbrowska, Bogdan Kondracki i Kuba Galiński - realizacja: Jazzboy Production - Wymixowanie – Kapela ze Wsi Warszawa - Verses of Steel – Acid Drinkers - produkcja: Maciej Starosta i Aleksander Mendyk - realizacja: Jacek Miłaszewski, Przemysław Wejmann i Maciej Feddek | [ 9 ]  |
| 2010 | Miłość! Uwaga! Ratunku! Pomocy! | Hey                          | Marcin Bors (produkcja i realizacja) Paweł Krawczyk (produkcja)                          | - Ano – BiFF - produkcja i realizacja: Marcin Bors - Evangelion – Behemoth - produkcja: Nergal, Daniel Bergstrand, Sławomir Wiesławski, Wojciech Wiesławski i Colin Richardson - realizacja: Arkadiusz Malczewski, Janusz Bryt i Kuba Mańkowski - „Kto tam? Kto jest w środku?” – Hey - produkcja i realizacja: Marcin Bors - produkcja: Paweł Krawczyk - Sleepwalk – Konrad Kucz i Gaba Kulka - produkcja i realizacja: Bogdan Kondracki | [ 10 ] |
| 2011 | Granda                          | Brodka                       | Bartek Dziedzic (produkcja i realizacja) Marcin Gajko (realizacja/mix)                   | - Fishdick Zwei – The Dick Is Rising Again – Acid Drinkers - produkcja: Maciej „Ślimak” Starosta i Przemysław „Perła” Wejmann - realizacja: Jacek Miłaszewski - Ania Movie – Ania Dąbrowska - produkcja i realizacja: Ania Dąbrowska, Kuba Galiński i Bogdan Kondracki - Pop – Czesław Śpiewa - produkcja: Jonas Jensen, Jesper Andersen i Czesław Mozil - realizacja: Mikkel Gemzoe - 4 – Smolik - produkcja i realizacja: Andrzej Smolik - realizacja: Rafał Smoleń i Maciej Cieślak | [ 11 ] |
| 2012 | Mój Big-Bit                     | Ania Rusowicz                | Ania Rusowicz (produkcja i realizacja) Kuba Galiński (produkcja i realizacja)            | - 8 – Nosowska - produkcja: Marcin Bors i Marcin Macuk - realizacja: Marcin Bors - Boso – Zakopower - produkcja: Mateusz Pospieszalski - realizacja: Adam Celiński - Czerwony album – Coma - produkcja: Tomasz Zalewski, Piotr Rogucki, Rafał Matuszak, Dominik Witczak, Adam Marszałkowski i Marcin Kobza - June – Julia Marcell - produkcja: Moses Schneider, Ben Lauber i Julia Marcell - realizacja: Torsen Otto | [ 12 ] |

## Statystyki
| Liczba | Osoba/zespół   | Lata       |
| ------ | -------------- | ---------- |
| 2      | Andrzej Smolik | 2006, 2009 |
| 2      | Hey            | 2008, 2010 |
| 2      | Paweł Krawczyk | 2008, 2010 |

| Liczba | Osoba/zespół       | Lata                              |
| ------ | ------------------ | --------------------------------- |
| 7      | Katarzyna Nosowska | 2003, 2008 (×3), 2010 (×2), 2012  |
| 6      | Bogdan Kondracki   | 2004, 2006 (×2), 2009, 2010, 2011 |
| 6      | Marcin Bors        | 2008 (×2), 2010 (×3), 2012        |
| 5      | Marcin Macuk       | 2004, 2008 (×3), 2012             |
| 4      | Ania Dąbrowska     | 2006 (×2), 2009, 2011             |
| 4      | Bartek Królik      | 2004, 2005 (×2), 2008             |
| 4      | Hey                | 2003, 2008, 2010 (×2)             |
| 4      | Leszek Kamiński    | 2003 (×3), 2008                   |
| 4      | Marcin Gajko       | 2003, 2004, 2006, 2011            |
| 4      | Marek Piotrowski   | 2004, 2005 (×2), 2008             |
| 4      | Maria Peszek       | 2005 (×2), 2006, 2009             |
| 4      | Paweł Krawczyk     | 2003, 2008, 2010 (×2)             |
| 3      | Andrzej Smolik     | 2006, 2009, 2011                  |
| 3      | Krzysztof Krawczyk | 2003, 2004 (×2)                   |
| 3      | Kuba Galiński      | 2009, 2011, 2012                  |
| 3      | Piotr Chancewicz   | 2005 (×2), 2006                   |
| 3      | Sistars            | 2004, 2005 (×2)                   |
| 3      | Wojciech Waglewski | 2005 (×2), 2006                   |